# Mari stregati
Mari stregati (On Stranger Tides) è un romanzo fantasy storico del 1987 dello scrittore statunitense Tim Powers.

## Trama
Il libro descrive le avventure del giovane John Chandagnac, un burattinaio in viaggio verso la Giamaica alla ricerca di uno zio che non ha mai incontrato, Sebastian, apparentemente responsabile della morte di suo padre e scappato con l'eredità di famiglia. Durante il viaggio fa la conoscenza della giovane Beth Hurwood, della quale si innamora, e di suo padre Benjamin, un vecchio professore di Oxford al quale manca un braccio.
Poco prima di arrivare a destinazione il Carmichael, la nave su cui sono imbarcati, viene attaccato dai pirati, guidati dal capitano Phil Davies, che, con l'aiuto del padre di Beth e del suo assistente, il medico Leo Friend, uccidono il capitano e costringono Chandagnac a unirsi alla loro ciurma. Chandagnac (ora soprannominato dalla ciurma Jack Shandy) viene quindi a sapere della terrificante storia di Benjamin Hurwood e della sua defunta moglie, e dei suoi piani di riportarla in vita rinchiudendo il suo spirito nel corpo della figlia. Divenuto cuoco di bordo, stringe amicizia con Davies e si guadagna il rispetto della ciurma salvandolo dalla Royal Navy. Nel corso della sua avventura, Jack Shandy dovrà avere a che fare con la onnipresente magia voodoo, ciurme di zombi e anche il celeberrimo pirata Barbanera, al quale Davies è al servizio, che è in cerca della leggendaria Fontana della Giovinezza per ottenere l'immortalità.
Jack, Davies, Hurwood, Beth e Friend si dirigono quindi in Florida, dove si incontrano con Barbanera. Insieme si addentrano nella giungla, infestata dagli spettri, che porta alla Fonte, la quale si trova al di là del tempo e dello spazio. Giunti a destinazione, i pirati osservano Barbanera versare un po' del proprio sangue sul fango prodotto dall'acqua magica. Il pirata spiega loro che in tal modo, nel caso il suo sangue dovesse venire versato in mare, egli si reincarnerebbe in un nuovo corpo. Hurwood, invece, versa qualche goccia di sangue della figlia sul teschio della moglie, primo passo per portare quest'ultima alla resurrezione.
Tornati alla nave, i pirati vengono traditi da Leo Friend, che ruba il Carmichael e rapisce Beth, della quale è innamorato. Barbanera torna al largo sulla propria nave, la Queen Anne's Revenge, mentre Davies, Shandy e Hurwood vanno all'inseguimento del medico. I tre riescono a trovarlo e ingaggiano una lotta con una ciurma di pirati zombie resuscitati da Friend, durante la quale Davies rimane ucciso. Malgrado ciò Hurwood riesce a uccidere l'ex aiutante per poi tradire a sua volta i pirati, prendendo il comando della nave e fuggendo con la figlia, mentre Shandy ritorna all'isola di New Providence, il covo dei pirati, salvo poi accettare il Perdono del Re. 
Shandy si reca poi ad Haiti, dove si trova lo zio, per reclamare per sé la propria eredità, ma scopre con delusione che il parente, dopo aver sperperato tutte le ricchezze, si è suicidato. Il giovane decide allora di mettersi all'inseguimento di Hurwood, rimettendo insieme la ciurma di Davies e riparando la sua vecchia corvetta, la Jenny. 
Nel frattempo Barbanera affronta gli inglesi nella baia di Ocracoke, e muore durante il combattimento, solo dopo essere stato ferito innumerevoli volte e aver fatto strage di nemici. Alcune gocce del suo sangue cadono però in mare, causando la sua resurrezione. 
Shandy raggiunge intanto il Carmichael, dove scopre che lo zio è ancora vivo, e che è stato Hurwood, ricattandolo, a obbligarlo a fingere il suicidio, per poi inviarlo in Giamaica con la figlia, per sorvegliarla. Il vecchio professore muore in seguito alle ferite riportate combattendo con Shandy, mentre quest'ultimo si reca alla residenza dello zio. Fingendosi il fantasma del padre, tornato per portare il fratello all'Inferno, Shendy riesce a causare la morte di Sebastian per infarto e a fuggire con Beth.
Sulla spiaggia i due incontrano però il redivivo Barbanera, che vuole sposare Beth per appropriarsi del suo potere, in quanto essa è l'unica donna ad aver versato il proprio sangue alla Fonte della Giovinezza. Shandy riesce a uccidere definitivamente il pirata dopo un avvincente duello, aiutato anche dagli spettri di Davies e del padre, per poi tornare al Carmichael insieme all'amata Beth.

## Influenze culturali
- Mari stregati ha dato l'ispirazione a Ron Gilbert per i personaggi principali di Monkey Island, la saga di videogiochi da lui creata nel 1990[1].
- La trama del film del 2011 Pirati dei Caraibi - Oltre i confini del mare (Pirates of the Caribbean: On Stranger Tides) quarto capitolo della saga Pirati dei Caraibi, prende ispirazione proprio da questo romanzo. Il titolo del film infatti, On Stranger Tides, è lo stesso del romanzo. Alcuni elementi della trama del romanzo sono poi stati utilizzati anche per il sequel Pirati dei Caraibi - La vendetta di Salazar (2017).

## Edizioni
- Tim Powers, Mari stregati, 1ª ed., Fanucci Editore, 1994,  p. 336, ISBN 88-347-0417-7.